# James Gandon
Pour les articles homonymes, voir Gandon.

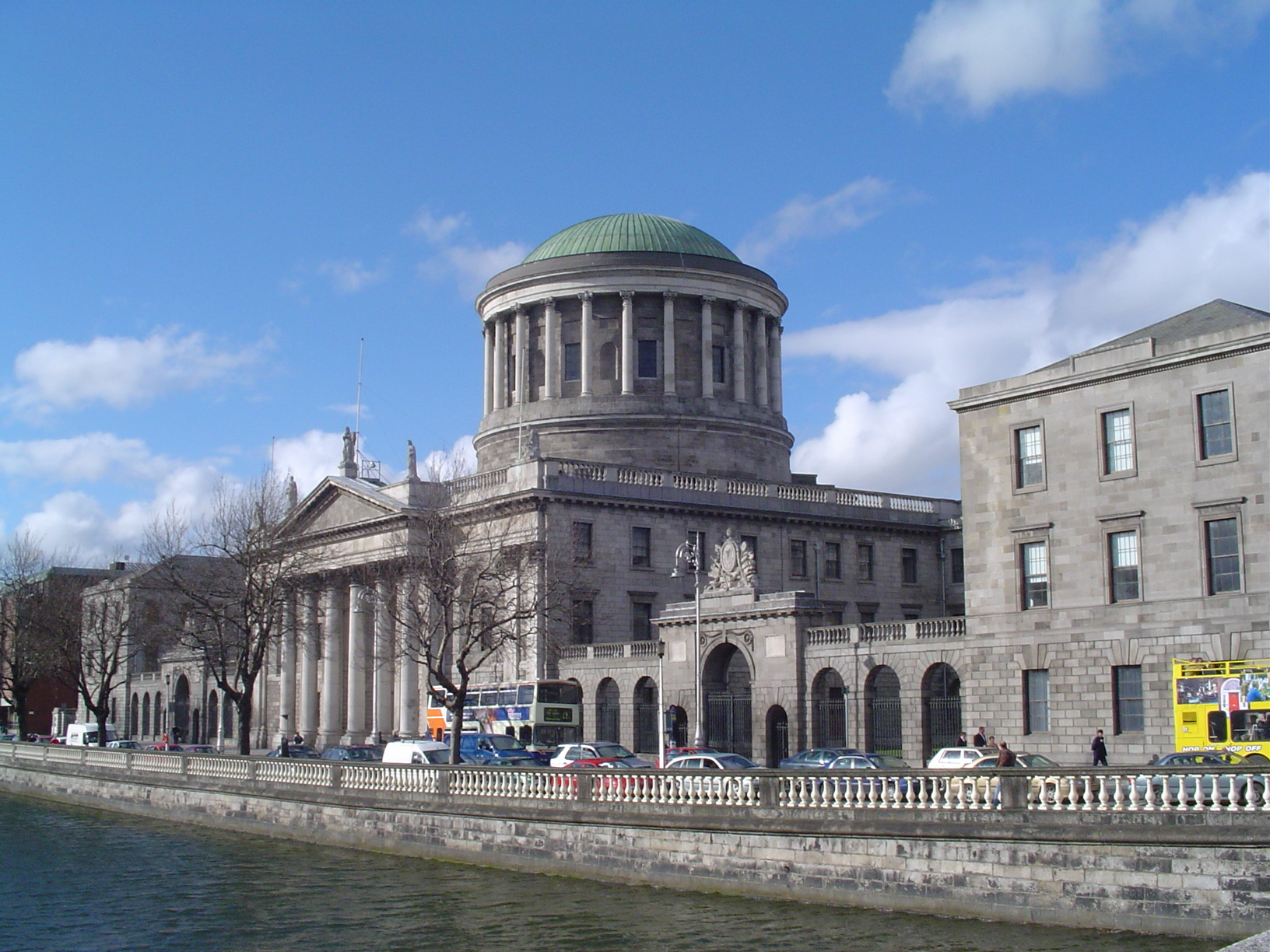
Les Four Courts de James Gandon

James Gandon (Angleterre 20 février 1742 - 24 décembre 1823 Dublin, Irlande) est l'un des plus célèbres architectes de Dublin.

## Biographie
On lui doit notamment la construction et l'amélioration de nombreux bâtiments officiels dont les Four Courts, la Custom House, les King's Inns ou encore, la Chambre du Parlement (Parliament House) qui deviendra la Banque d'Irlande.
Descendant de Huguenot, il acquiert une petite maîtrise de l'architecture en Angleterre, pays qui l'a vu naître.
Dès les années 1760, il tente de faire passer son projet des Four Courts, mais arrive second, juste derrière Thomas Cooley.
Son travail est encore peu reconnu mais, en 1780, il est tout de même invité par la princesse de Russie à exercer son talent à Saint-Pétersbourg. Il décline l'offre mais l'année suivante, il est choisi par la ville de Dublin pour construire le Custom House (le bureau de douane). Dès lors, la ville lui offrira de nombreux contrats et cette association dura jusqu'à la mort de l'architecte en 1823.
Sa dépouille repose au cimetière de Drumcondra.

## Source
http://www.courts.ie/